# マサダ
座標: 北緯31度18分55秒 東経35度21分13秒 / 北緯31.31528度 東経35.35361度
マサダ（ヘブライ語: מצדה）は、第一次ユダヤ戦争の遺跡。イスラエル東部、死海西岸近くにある城址である。「マサダ」とはヘブライ語で「要塞」を意味する。

## 歴史

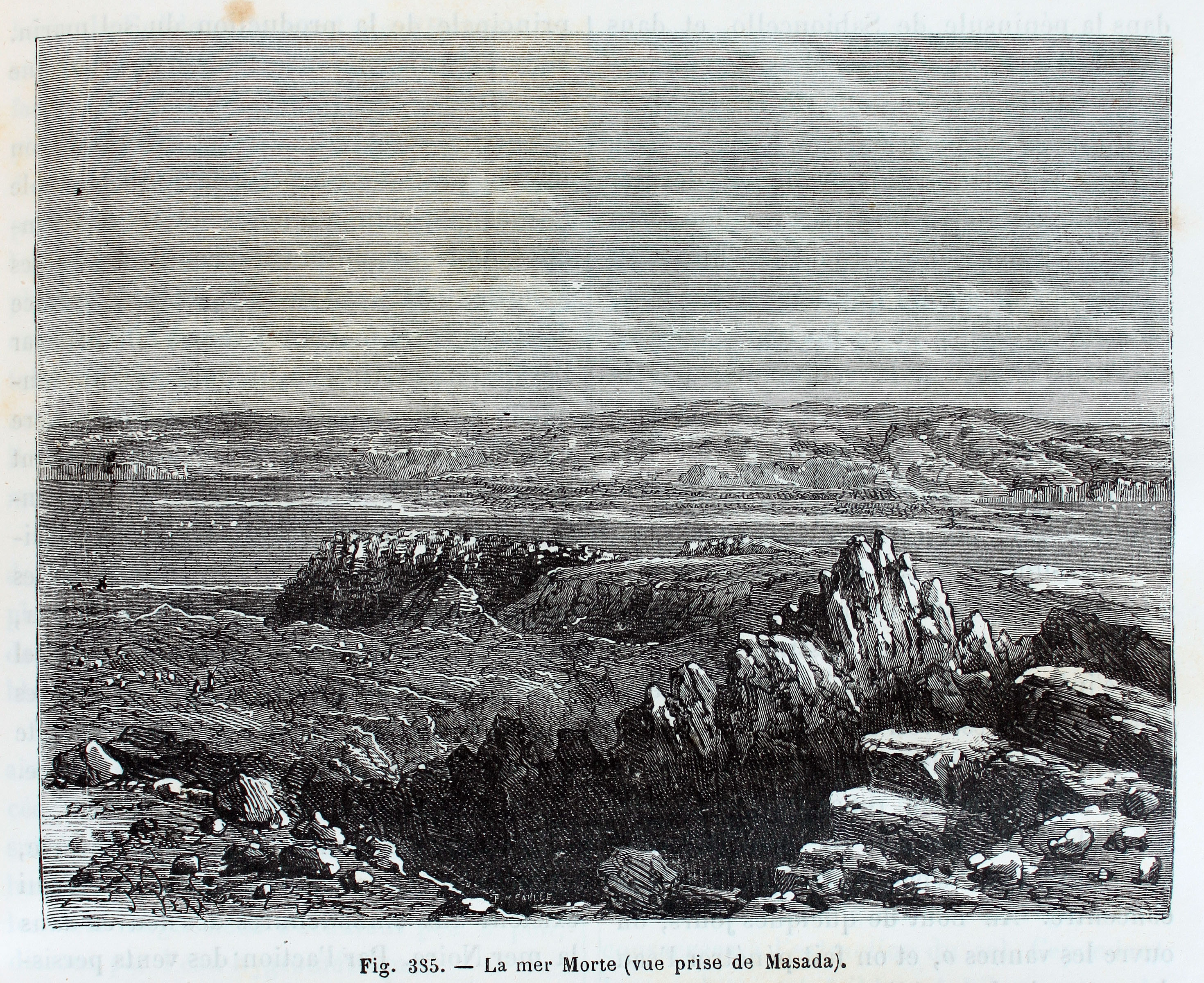
マサダから見た死海
J.フェラ画、1870年頃

紀元前120年頃、死海のほとりの砂漠にそびえる切り立った岩山の上に建設され、後にヘロデ大王が離宮として改修した。山頂へは「蛇の道」と呼ばれる細い登山道が一本あるのみ、周囲は切り立った崖で、難攻不落と言われた。
66年、ローマ帝国に対してユダヤ人が決起しユダヤ戦争が勃発した。70年、ティトゥスの指揮するローマ軍団によってユダヤ側の本拠地であったエルサレムが陥落（エルサレム攻囲戦）。エルアザル・ベン・ヤイルに率いられた熱心党員を中心としたユダヤ人集団967人が包囲を逃れ、マサダに立てこもった。籠城側は兵士のみではなく、女性や子供も含まれていた。
1万5千のローマ軍団が周囲を包囲したが、さすがのローマ軍も、攻撃を寄せ付けないマサダの峻厳な地形に攻めあぐねる。やがてローマ軍はユダヤの捕虜と奴隷を大量動員して土を運び、山の西側の崖をそっくり埋めて突入口の建設を開始する。ユダヤ側は執拗に防戦したが、二年がかりで山腹は着実に埋められ、やがて陥落は目前となった。敗北が確実となったある日、指導者たちは集まって今後の方針を協議した。抵抗を続ければ全員が殺され、降伏すれば全員が奴隷となるのが当時の慣習であり、奴隷となるより死をと、集団自決が決定された。73年5月2日、ローマ軍部隊は完成した侵入路を通り、城内に突入する。ローマ兵は死にもの狂いの抵抗を予想していたが、突入前夜に城内で集団自決が決行され、防戦する者は1人もなかった。ユダヤ戦記には穴に隠れていた2人の女と5人の子供だけが生きのびたと記されている。
マサダ陥落によってユダヤ戦争はいったん終結した。陥落後のマサダはローマ軍により破壊され、その所在も忘れ去られたが、1838年にドイツ人考古学者によってマサダの位置が再確認された。
マサダは現代ユダヤ人にとり、民族の聖地となっている。イスラエル国防軍将校団の入隊宣誓式はマサダで行われ、士官学校卒業生は山頂で「マサダは二度と陥落せず」と唱和し、民族滅亡の悲劇を再び繰り返さないことを誓う。

### ヨセフスの問題
ヨセフスの問題とは、「集団自決するある人数の者が円形に並び、数えてＸ番目の者が仲間に殺してもらい、最後の1人は自殺する。最後の1人になるには何番目に並べばよいか」という問題。ヨセフスとはユダヤ戦争時の指揮官で、当時は実際に似た方法が取られ、兵士はまず自分の妻子を殺してから一箇所に集まり、仲間を殺す役をくじ引きで選んだという。遺跡からは、そのために使われたといわれる名前を書いたくじが出土している。

## 登録基準
2001年にユネスコの世界遺産に登録された。現代では観光地となっており、麓からのロープウェイが整備されている。
この世界遺産は世界遺産登録基準のうち、以下の条件を満たし、登録された（以下の基準は世界遺産センター公表の登録基準からの翻訳、引用である）。
- (3) 現存するまたは消滅した文化的伝統または文明の、唯一のまたは少なくとも稀な証拠。
- (4) 人類の歴史上重要な時代を例証する建築様式、建築物群、技術の集積または景観の優れた例。
- (6) 顕著で普遍的な意義を有する出来事、現存する伝統、思想、信仰または芸術的、文学的作品と直接にまたは明白に関連するもの（この基準は他の基準と組み合わせて用いるのが望ましいと世界遺産委員会は考えている）。

## 交通アクセス
要塞跡へはロープウェイのマサダ索道を利用する。所要時間は約3分である。

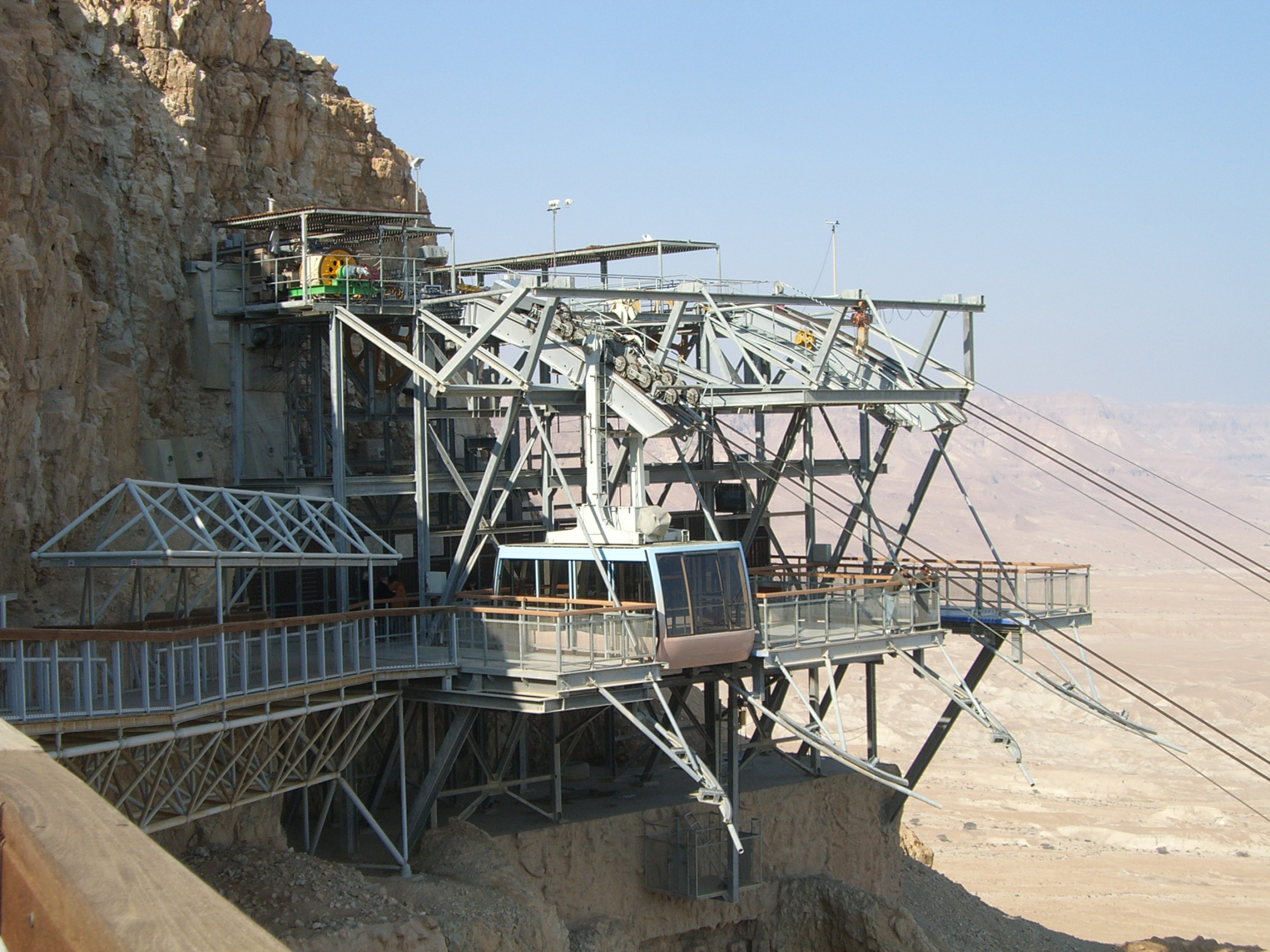
頂上駅
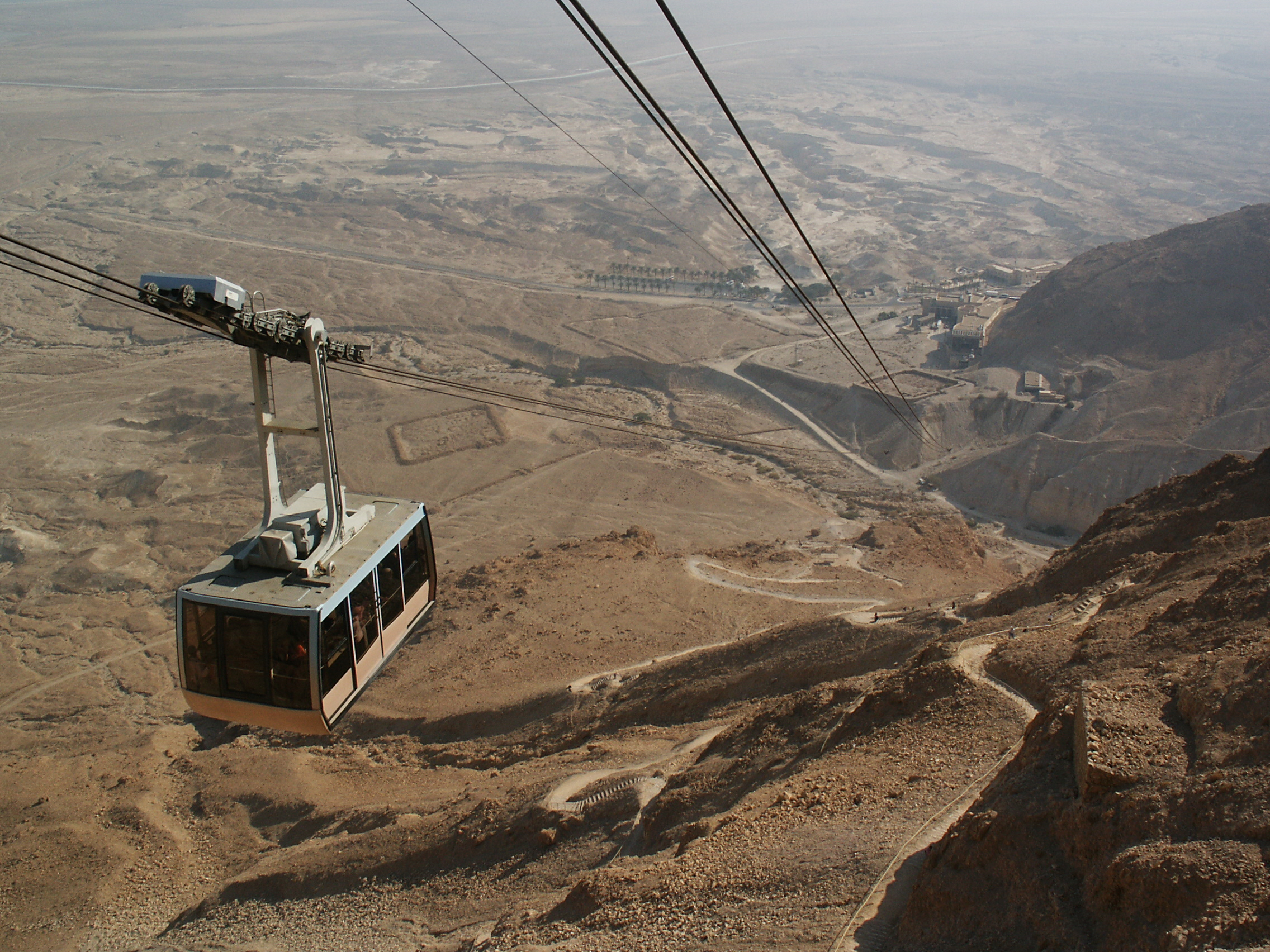
ロープウェイ

## 映像作品
テレビミニシリーズ『炎の砦マサダ』（Masada）がユニバーサル・テレビジョンにより制作され、1981年4月5日 - 4月8日にABCネットワークで放送された。全4話。1970年に発表されたアーネスト・K・ガンの同名小説を原作とし、73年のユダヤ戦争および集団自決を描いた。
同年のプライムタイム・エミー賞において、デビッド・ワーナーがリミテッドシリーズ/テレビ映画部門の最優秀助演男優賞を、ジェリー・ゴールドスミスが最優秀作曲賞リミテッド・シリーズ/テレビ映画/スペシャル部門をそれぞれ受賞した。

### スタッフ
- 監督：ボリス・セイガル
- 製作：リチャード・アーヴィング
- 脚本：ジョエル・オリアンスキー
- 原作：アーネスト・K・ガン
- 撮影：ポール・ローマン
- 音楽：ジェリー・ゴールドスミス

### キャスト
- ピーター・オトゥール
- ピーター・ストラウス
- バーバラ・カレラ
- アンソニー・クエイル
- デビッド・ワーナー
- ナイジェル・ダヴェンポート
- ジョセフ・ワイズマン
- ポール・L・スミス
- ケヴィン・マクナリー
- ナレーター：リチャード・ベイスハート